# Logan Act
Der Logan Act ist ein 1799 erlassenes und zuletzt 1994 geändertes Gesetz der Vereinigten Staaten. Es untersagt Bürgern, ohne ausdrückliche Genehmigung der Regierung mit ausländischen Regierungen und Beamten Kontakt mit dem Ziel der politischen Beeinflussung in Bezug auf Konflikte mit den Vereinigten Staaten aufzunehmen. Dadurch soll vermieden werden, dass Lobbygruppen abseits der Öffentlichkeit internationale Absprachen treffen. Kontakte zu anderen Staaten sollen stattdessen über ordentliche Staatsbesuche erfolgen, deren Tagesordnung und tatsächlicher Inhalt von Medien und allen Staatsorganen mitverfolgt werden kann.
Das Gesetz ist nach George Logan (1753–1821) benannt, der 1798 in Paris Friedensverhandlungen zur Beendigung des Quasi-Kriegs geführt hatte. Verstöße gegen das Gesetz sind strafbar. In Betracht kommen eine Geldstrafe oder eine Freiheitsstrafe bis zu drei Jahren.

## Anwendung
Eine Verurteilung wegen des Logan Act fand noch nie statt, auch wenn es Vorwürfe über (angebliche) Verstöße gegeben hat. Im Jahre 1803 wurde ein Farmer aus Kentucky angeklagt, weil er in einem Zeitungsartikel eine Abspaltung des westlichen Teils der (damaligen) Vereinigten Staaten befürwortete und eine Allianz mit Frankreich empfahl. Nach dem Louisiana Purchase, bei dem die USA über 2 Mio. km² Land von Frankreich kauften, wurde die Anklage fallen gelassen.
Im Jahre 1984 beschuldigte Präsident Ronald Reagan den Bürgerrechtsaktivisten Jesse Jackson, gegen den Logan Act verstoßen zu haben. Jackson hatte Reisen nach Kuba und Nicaragua unternommen und war mit mehreren kubanischen politischen Gefangenen zurückgekehrt, die in den Vereinigten Staaten um Asyl baten. Eine Anklage erfolgte jedoch nicht.
Am 29. Dezember 2016 führte der spätere Nationale Sicherheitsberater Michael T. Flynn des damals noch nicht im Amt befindlichen, aber schon gewählten US-Präsidenten Donald Trump ein Telefongespräch mit dem russischen Botschafter in den USA, und setzte sich dafür ein, dass Russland von Gegenmaßnahmen auf die von den USA verhängten Sanktionen absehe. Da Flynn zum Zeitpunkt des Telefongesprächs sein Amt noch nicht angetreten hatte, wurde ihm vorgeworfen, gar nicht zu solchen Aussagen befugt gewesen zu sein, worauf er am 13. Februar zurücktrat.
Auch Donald Trump wurde immer wieder vorgeworfen, den Logan Act verletzt zu haben. Wiederum sieht die Washington Post seine Bedeutung generell eher in der Eignung als politisches Angriffsmittel. Kurz vor der Präsidentschaftswahl in den Vereinigten Staaten 2024 wurde von Bob Woodward ein Buch veröffentlicht, in dem berichtet wird, dass Trump nach seinem Ausscheiden aus dem Amt im Jahr 2021 mehrmals, eventuell sogar bis zu sieben Mal, mit Wladimir Putin telefoniert habe. Dies könnte ein Verstoß gegen den Logan Act sein, der private diplomatische Kontakte verbietet.

## Text
1 Stat. 613, January 30, 1799, codified at 18 U.S.C. § 953 (2004) (Private correspondence with foreign governments):
or to defeat the measures of the United States, shall be fined under this title or imprisoned not more than three years, or both.
This section shall not abridge the right of a citizen to apply himself, or his agent, to any foreign government, or the agents thereof,